# Uvaria cherrevensis
Uvaria cherrevensis är en kirimojaväxtart som först beskrevs av Jean Baptiste Louis Pierre, Achille Eugène Finet och François Gagnepain, och fick sitt nu gällande namn av L. L. Zhou, Y. C. F. S. Uvaria cherrevensis ingår i släktet Uvaria och familjen kirimojaväxter. Inga underarter finns listade i Catalogue of Life.